# 아마라 트라오레
아마라 트라오레(프랑스어: Amara Traoré, 1965년 11월 25일 ~ )는 세네갈의 전 프로 축구 선수로, 기니 샹피오나 나시오날의 호로야 AC의 감독이다.
그는 세네갈 국가대표팀과 ASC 링구에르를 세네갈에서 감독했다.

## 구단 경력
트라오레는 프랑스에서 SC 바스티아, FC 괴뇽, FC 메스를 포함한 여러 팀에서 뛰었다.

## 국가대표팀 경력
트라오레는 세네갈 국가대표팀에서 뛰었고 2002년 FIFA 월드컵의 참가자였다.

## 감독 경력
트라오레는 2009년 12월 세네갈 감독으로 임명되었고, 2012년 2월까지 2년 이상 국가대표팀을 맡았다. 2013년 3월, 그는 기니 팀 AS 칼룸의 수석 코치직을 맡았다.

## 사생활
그는 세네갈과 프랑스 국적을 가지고 있다.